# Kawasaki Natsu
Kawasaki Natsu (japanisch 河崎なつ; geboren 25. Juni 1889 in Gojō (Präfektur Nara); gestorben 16. November 1966) war eine japanische Frauenrechtlerin und Pädagogin.

## Leben und Wirken
Kawasaki Natsu machte  ihren Abschluss an der „Lehrerbildungsanstalt für Frauen, Tōkyō“ (東京女子師範学校, Tōkyō joshi shihan gakkō), heute „Ochanomizu Frauen-Universität“ (お茶の水女子大学, Ochanomizu joshi daigaku). Sie unterrichtete an der Tōkyō Joshi Daigaku und am Tsuda College, der Vorläufereinrichtung der Tsuda Universität. 1921 schloss sie sich Yosano Akiko und anderen an, um das „Bunka Gakuin“ (文化学院), eine gleichgeschlechtliche Erziehungsanstalt für kreative Fertigkeiten zu gründen.
Kawasaki nahm an der Frauenbewegung der Vorkriegszeit teil, wie zum Beispiel an der „Vereinigung der neuen Frau“ (新婦人協会, Shin fujin kyōkai). Während des Pazifikkriegs wurde sie zum Mitglied in verschiedenen Komitees ernannt, die sich mit der Wohlfahrt und allgemeinen Problemen der Frauen befassten. 1947 wurde sie ins Oberhaus gewählt. 
Sie beteiligte sich an der Organisation der Friedensbewegung und an Aktivitäten zu sozialen Reformen, insbesondere an dem „Zusammenschluss von Frauenorganisationen Japans“ (日本婦人団体連合会, Nihon fujin dantai rengōkai) von 1953 und dem jährlichen „Mütterkongress Japans“ (日本母親大会, Nihon hahaoya taikai). Kawasaki prägte das Schlagwort „Wenn sich die Mütter ändern, ändert sich die Gesellschaft“ (母親が変われば社会が変わる, Hahaoya ga kawareba, shkai ga kawaru).